# Scopula emma
Scopula emma là một loài bướm đêm trong họ Geometridae.